# قاعدة نيتروجينية
القواعد النيتروجينية هي مركبات عضوية ترجع خواصها القاعدية لزوج الإلكترونات الوحيد في ذرة النيتروجين. ومن القواعد النيتروجينية التقليدية الأمونيا (NH3), ثلاثي ايثيل أمين، بيريدين؛ ومنها أيضا ما يدخل في تركيب الدنا والرنا: أدينين، جوانين، ثايمين، سايتوسين، ويوراسيل.
الوظيفة الحيوية للقواعد النيتروجينية هي ربط الأحماض النووية مع بعضها البعض. توجد في القاعدة النيتروجينية ذرة نيتروجين لها خواص قاعدية . وتنتسب الخواص القاعدية للقاعدة النيتروجينية إلى أيون زوجي للكترونات في ذرة النيتروجين.
تعتبر القواعد النيتروجينية مشتقات من جزيئات أكبر منها: بيريميدين وبورين.
 البيريميدينات والبورينات ليست قطبية بسبب كونها مثلثة الشكل ومسطحة . وهي تشبه بيريدين، وهي لذلك قواعد ضعيفة.

## النوكليتيدات

صورة تبين التركيب الكيميائي للدنا.

النوكليتيدات هي التي تكوّن الدنا، كما تكون الرنا:

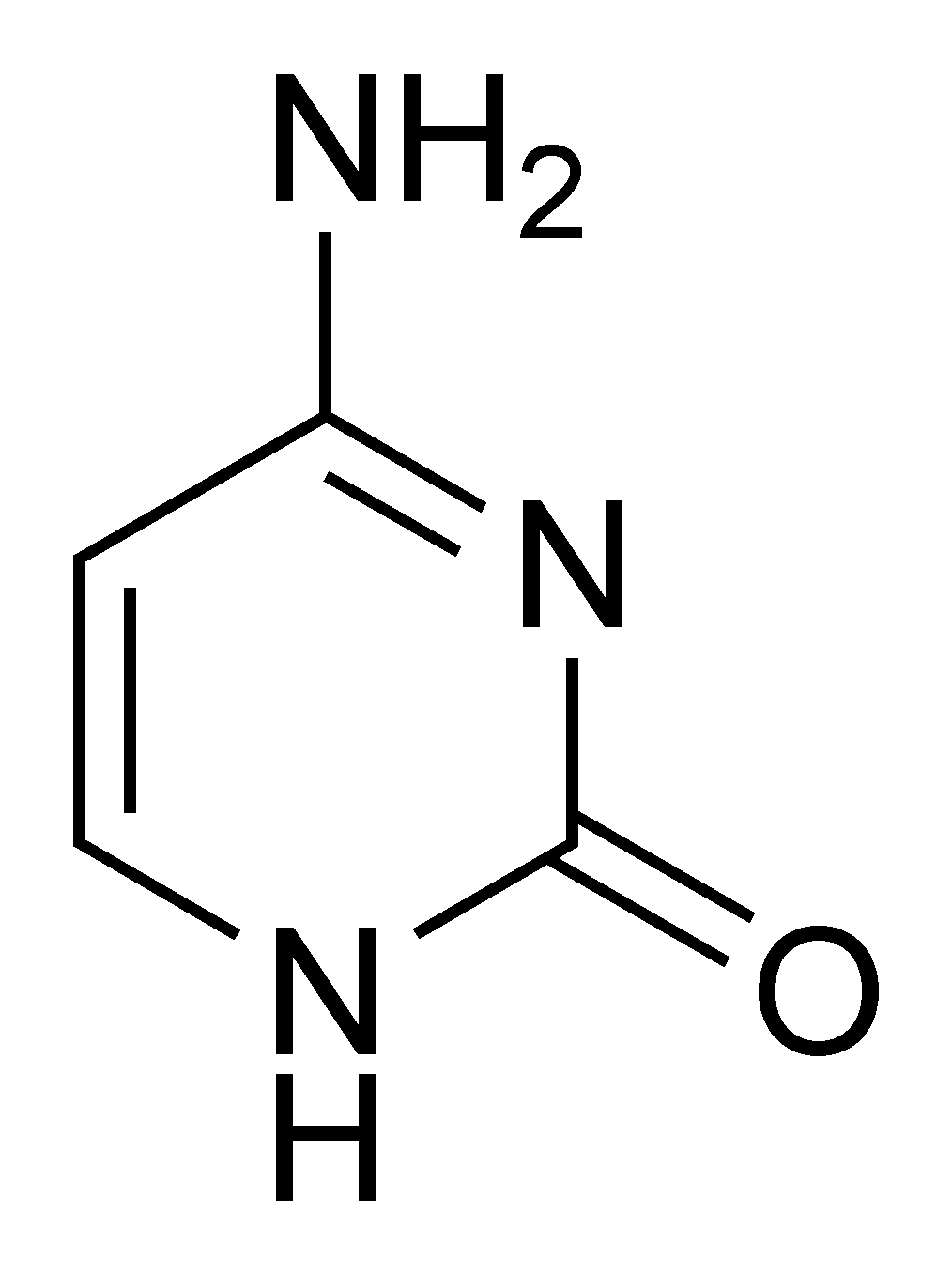
سايتوسين
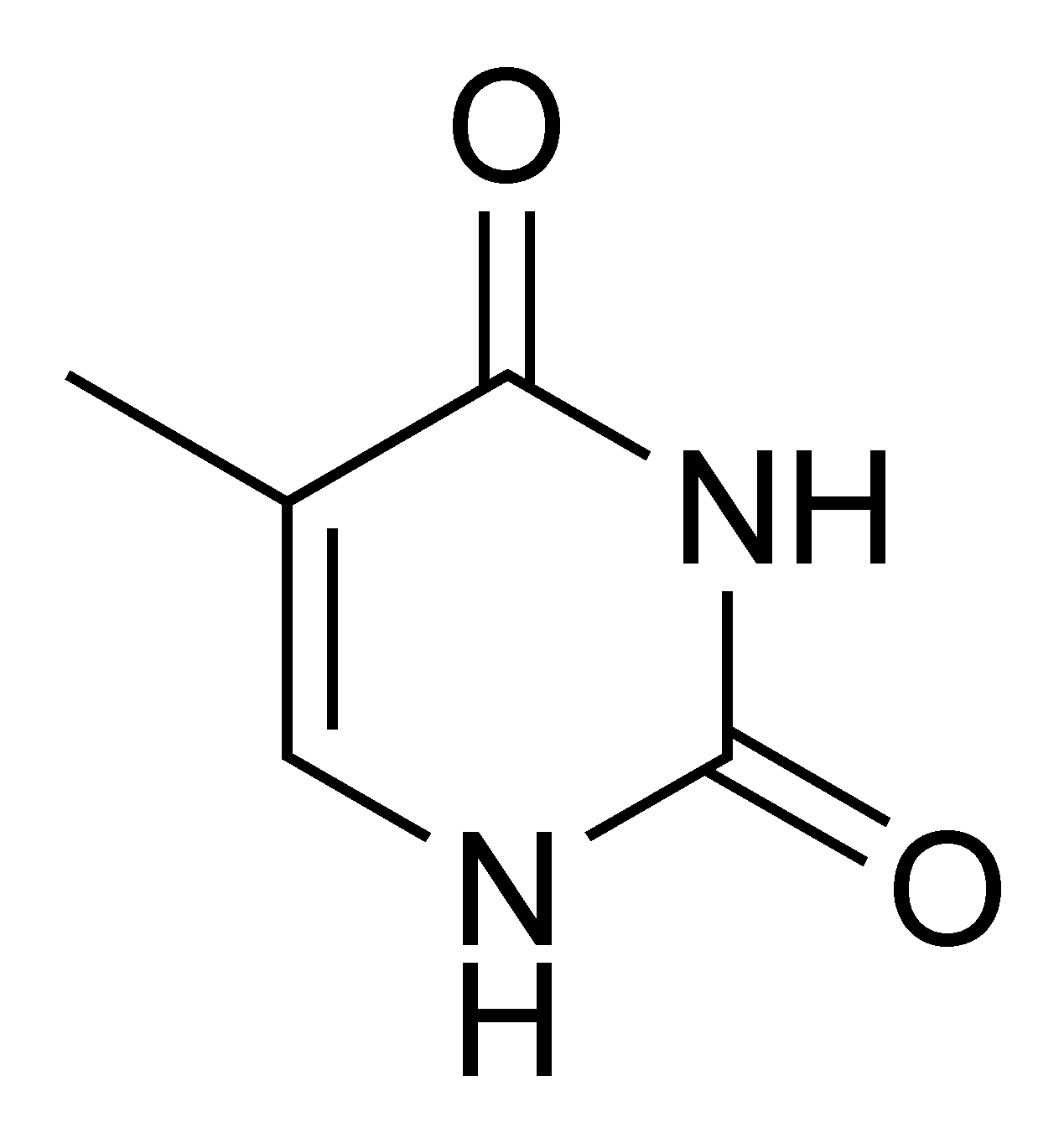
ثايمين
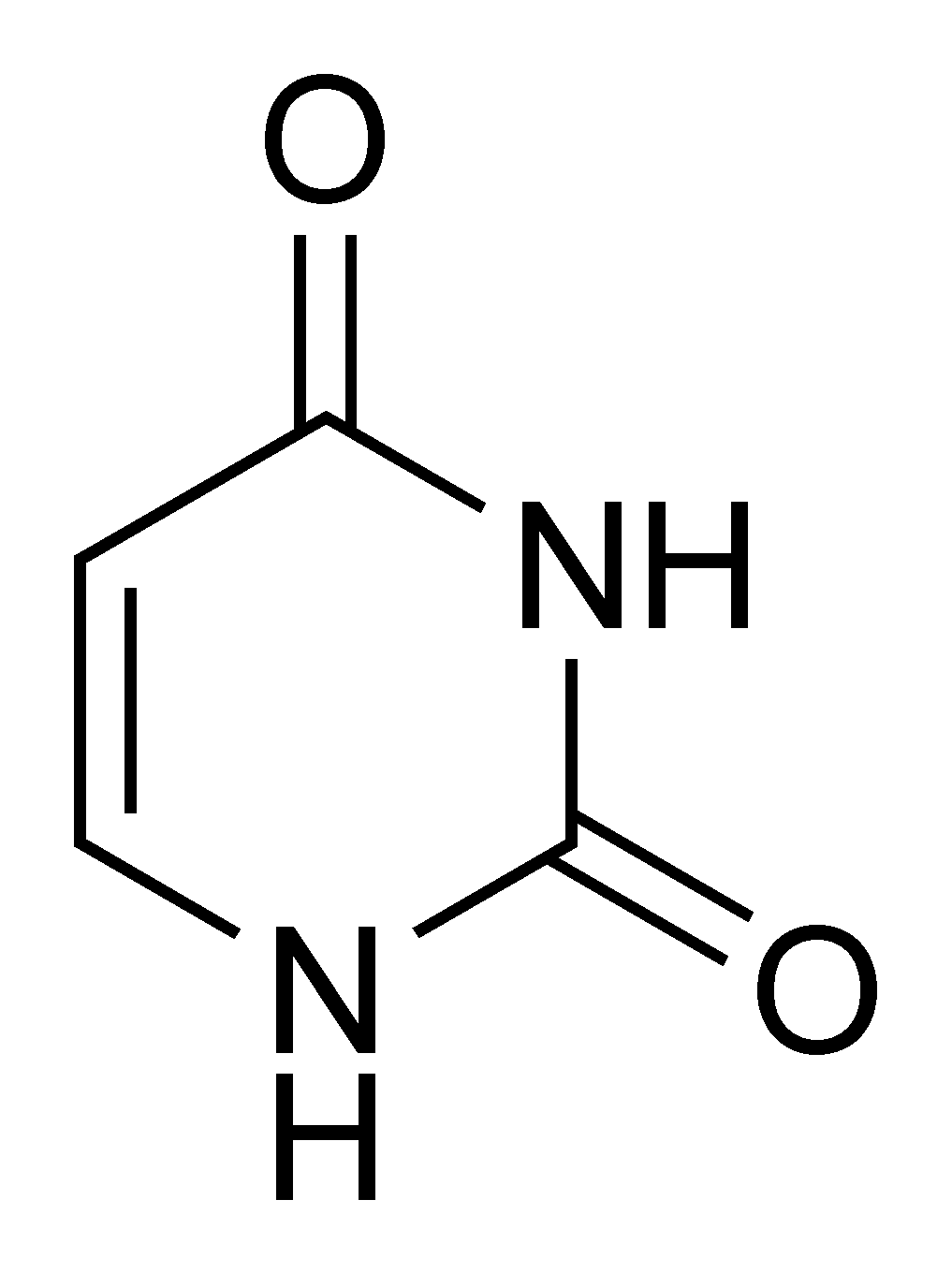
يوراسيل
أدنين
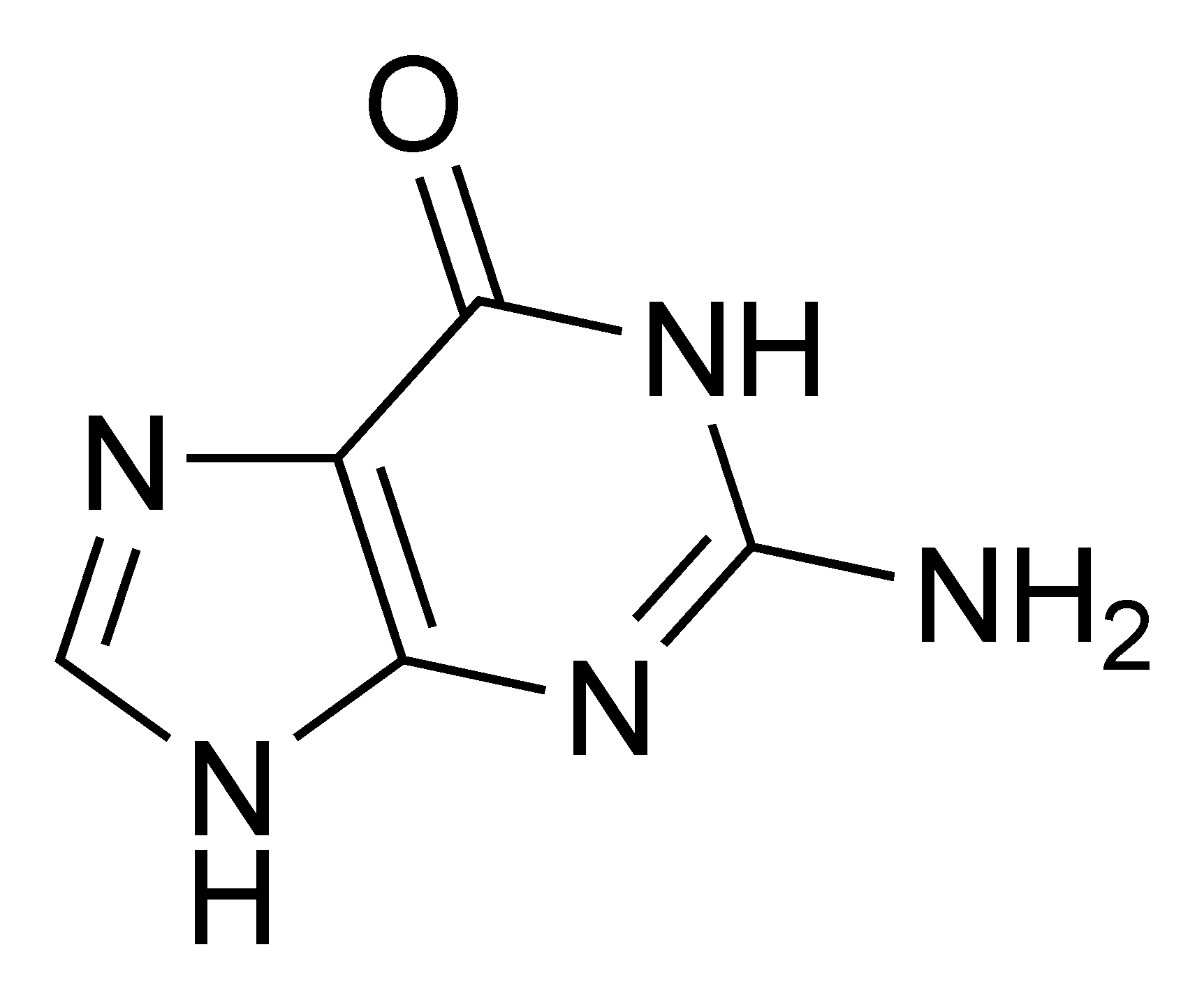
جوانين

## دورها مع الحمض النووي
في علم الأحياء يغلب تسمية القاعدة النيتروجينية قاعدة نووية، ذلك نظرا إلى دورها في الأحماض النووية - فأشكالها المسطحة هامة كلبنات لبناء الدنا والرنا. تشكل 5 من القواعد النيتروجينية بنية النكليوتيد ات، التي بدورها تكوّن أحماضا نووية كبيرة مثل الدنا والرنا.
تلك القواعد النيتروجينية هي: أدنين (A), يوراسيل (U) , غوانين (G), ثايمين (T), وسايتوسين (C). تلك القواعد النيتروجينية ترتبط عن طريق رابطة هيدروجينية مع السلسلة المقابلة من جزيء الدنا مكونة الرابطات العرضية على «سلم» الحلزون المزدوج للدنا أو تعمل كمحفز حيوي مثل النوكليوتيدات. يرتبط الأدنين دائما بالثيامين، ويرتبط الغوانين دائما مع السايتوسين . وهم يسمون لذلك زوج قاعدة . أما اليوراسيل فهو يوجد فقط في الرنا ويحل محل الثيامين. البيريميدينات هي اليوراسيل والثايمين والسايتوسين. وكل منها له حلقة واحدة. كما وجدنا من القواعد النيتروجينية ما له حلقتين، وهما الأدنين والغوانين، وهذان ينتميان إلى ما يسمى بورينات .

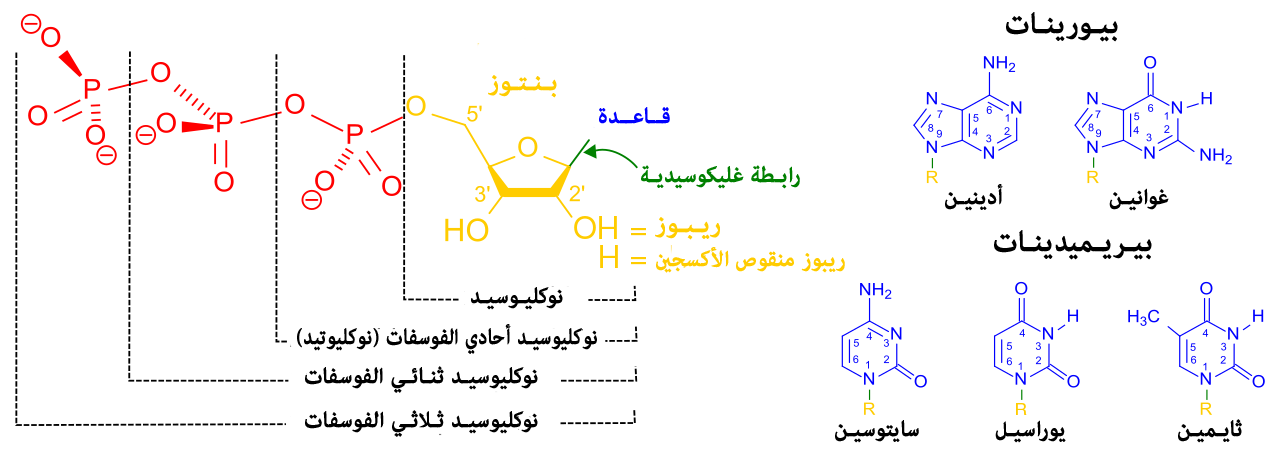
بناء النوكليوتيد

 (أنظر الشكل أسفله)

## اقرأ أيضا
- الدنا
- الرنا
- ريبوز
- ريبوز منقوص الأكسجين
- حمض نووي ريبوزي منقوص الأكسجين
- قاعدة نووية (كيمياء)
- مسلسلة دنا